# 魔女 (バフィーのエピソード)
『魔女』（まじょ、原題：Witch）は、『バフィー 〜恋する十字架〜』の第1シーズン第3話。後のエピソードで敵役となるエイミー・マディソンが初登場する。

## ストーリー
以前在籍していたヘミリー高校でチアリーダーだったバフィーは、ジャイルズ（アンソニー・スチュワート・ヘッド）の反対を押し切り、サニーデール高校のチアリーディング部の入部試験を受ける。
入部試験当日、受験者のアンバーが突然炎上、火はすぐに消し止められたが、次にコーディリア（カリスマ・カーペンター）とリシャーン（ニコール・プレスコット）が相次いで呪いと見られる怪現象に見舞われる。
同じ時期に入部テストを受けていたエイミー（エリザベス・アン・アレン）の仕業と断定したバフィーたちは彼女の自宅に乗り込むが、応対した母親（ロビン・ライカー）の様子から心と体の入れ替えに気づく。
エイミーを救うため、バフィーは彼女の体を乗っ取った母親と対決する。

## キャスト
俳優名（役名/声優名）の順。

### 主演
- サラ・ミシェル・ゲラー（バフィー・アン・サマーズ / 水谷優子）
- ニコラス・ブレンドン（ザンダー・ハリス / 鳥海勝美）
- アリソン・ハニガン（ウィロー・ローゼンバーグ / 大坂史子）
- カリスマ・カーペンター（コーディリア・チェイス / 手塚ちはる）
- アンソニー・スチュワート・ヘッド（ルパート・ジャイルズ / 金尾哲夫）

### ゲスト出演
- エリザベス・アン・アレン（エイミー・マディソン / 石塚理恵）
- ロビン・ライカー（キャサリン・マディソン / 勝生真沙子）
- クリスティン・サザーランド（ジョイス・サマーズ / 松岡洋子）

### 助演
- ジム・ドーハン（ポール先生）
- ニコール・プレスコット（リシャーン・デイヴィス / 高森奈緒）
- アマンダ・ウィルムシャースト（ジョイ）
- ウィリアム・モナハン（グレゴリー先生 / 柳沢栄治）